# A caccia con papà
A caccia con papà (The Legacy of a Whitetail Deer Hunter) è un film del 2018 diretto da Jody Hill.

## Trama
Per tentare di avere un rapporto con il figlio, il celebre cacciatore Buck Ferguson decide di fare una gita con lui per trascorrere un fine settimana insieme.

## Distribuzione
Il film è stato distribuito dalla piattaforma Netflix a partire dal 10 marzo 2018.